# بي دي إف-إكس تشينج فيور
بي دي إف-إكس تشينج فيور (بالإنجليزية: PDF-XChange Viewer)‏ هو برنامج بي دي إف، يُستخدم لإنشاء ملفات صيغة المستندات المنقولة (PDF) وتعديلها، أُصدر لأوَّل مرَّةٍ في عام في عام 2007، حصريًّا لمايكروسوفت ويندوز.

## الاستخدام
يُعتبر برنامجًا محمولًا؛ حيثُ يُمكن تشغيلهُ عبر مجلد سحابي أو مُحرِّك أقراص خارجي دون الحاجة للتثبيت على النظام.

### صيغ الملفات المدعومة
يدعم التطبيق صيغة المستندات المنقولة (PDF) بشكلٍ رئيسي، ولكنَّهُ يُمكِّن للمُستخدم أيضًا تصدير مستندات بي دي إف الخاصة به إلى العديد من تنسيقات الصور مثل جيه بيه إي جي أو تيف أو بي إن جي أو بي إم بي أو حتى نسق الرسومات المتبادلة.